# Phyllocnistis ramulicola
Phyllocnistis ramulicola là một loài bướm đêm thuộc họ Gracillariidae. Loài này có ở miền nam Đảo Anh và Bồ Đào Nha.
Ấu trùng ăn Salix cinerea, Salix caprea, Salix aurita, Salix fragilis và Salix viminalis. Chúng ăn lá nơi chúng làm tổ. The mine consists of a long corridor made in the bark, running up or down và hardly widening. Finally, the corridor enters a petiole và a leaf where, close to the base và at the upperside, a white cocoon is spun in which pupation takes place.